# Тимошкинское сельское поселение
Тимошкинское се́льское поселе́ние — муниципальное образование в Шиловском районе Рязанской области Российской Федерации.
Административный центр — село Тимошкино.

## Географическое положение
Тимошкинское сельское поселение расположено на юго-востоке Шиловского муниципального района Рязанской области.
Площадь Тимошкинского сельского поселения — 98,89 км².

## Климат и природные ресурсы
Климат Тимошкинского сельского поселения умеренно континентальный с умеренно-холодной зимой и теплым, достаточно влажным летом. Для территории поселения характерен перенос воздушных масс с запада на восток, погода циклонального типа.
Через территорию поселения протекают 4 реки: Пара, Тырница, Нетрош, Средник. Самой крупной рекой, протекающей через поселение, является Пара. Река имеет большую пойму с расположенными на ней озёрами-старицами. На территории поселения находятся озера: Кимбирь, Боровецкое, Святое, Жидякинское, Теплинское, Пьяное.
Почвы на территории поселения дерново-подзолистые, отличаются низким естественным плодородием, повышенной кислотностью, низким содержанием гумуса. В поймах речных долин распространены аллювиальные почвы.
Сельское поселение расположено в зоне смешанных хвойно-широколиственных, широколиственных и мелколиственных лесов. Сплошного покрова леса не образуют.
Полезные ископаемые представлены породами осадочного происхождения — глинами и песками, имеется торф.

## История
Образовано в результате муниципальной реформы 2006 г. в результате объединения существовавших ранее на данной территории двух сельских округов — Берёзовского (центр Берёзово) и Тимошкинского (центр Тимошкино) — с возложением административного управления на село Тимошкино.
Образование и административное устройство сельского поселения определяются законом Рязанской области от 07.10.2004 № 102-ОЗ.
Границы сельского поселения определяются законом Рязанской области от 28.12.2007 № 240-ОЗ.

## Население
| 2010 | 2012 | 2013 | 2014 | 2015 | 2016 | 2017 | 2018 | 2019 |
| ---- | ---- | ---- | ---- | ---- | ---- | ---- | ---- | ---- |
| 818  | ↘792 | ↘783 | ↗788 | ↗793 | ↘783 | ↗784 | ↗788 | ↘745 |
| 2020 | 2021 |      |      |      |      |      |      |      |
| ↘720 | ↘653 |      |      |      |      |      |      |      |

## Состав сельского поселения
| № | Населённый пункт | Тип населённого пункта       | Население |
| - | ---------------- | ---------------------------- | --------- |
| 1 | Березово         | село                         | ↘325      |
| 2 | Красная Ольховка | посёлок                      | 0         |
| 3 | Красный          | посёлок                      | 0         |
| 4 | Первомайский     | посёлок                      | 0         |
| 5 | Тимошкино        | село, административный центр | ↘487      |
| 6 | Харинский Ручеек | посёлок                      | 6         |

## Местное самоуправление
Главы сельского поселения
- Ольга Александровна Дрынкина[16]
- до 2023 года — Лидия Николаевна Маркова
- с 2023 года — Александр Владимирович Куколь-Яснопольский

Главы администрации
- и. о. Надежда Николавна Ершова

## Экономика
По данным на 2015/2016 г. на территории Тимошкинского сельского поселения Шиловского района Рязанской области расположены:
1. ООО «Шиловомолоко», агропромышленное предприятие, занимающееся также производством безалкогольных напитков, в том числе под торговой маркой «Шиловский родник»;
2. ООО «Новая Деревня», агропромышленное предприятие.

Реализацию товаров и услуг осуществляют 3 магазина, 1 предприятие общественного питания и 1 предприятие по оказанию бытовых услуг населению.

## Социальная инфраструктура
На территории Тимошкинского сельского поселения действуют: 2 отделения почтовой связи, 2 фельдшерско-акушерских пункта (ФАПа), Тимошкинская основная общеобразовательная школа (филиал Шиловской СОШ № 2), 2 Дома культуры и 2 библиотеки.

## Транспорт
Основные грузо- и пассажироперевозки осуществляются автомобильным транспортом: вдоль южной границы поселения проходит автомобильная дорога федерального значения М-5 «Урал»: Москва — Рязань — Пенза — Самара — Уфа — Челябинск. Вдоль северной границы поселения проходит железнодорожная линия «Рязань — Пичкиряево» Московской железной дороги и находится остановочный пункт «Разъезд Тырница».